# Oleg Kuznetsov
Oleg Vladímirovich Kuznetsov (Magdeburgo, República Democrática Alemana, 22 de marzo de 1963) es un exfutbolista ucraniano, nacido en la antigua RDA.
Como futbolista internacional, jugó para las selecciones de la Unión Soviética, Ucrania y el CEI.

## Clubes
| Club               | País            | Año         | Partidos | Goles |
| FC Desna Chernitiv | Unión Soviética | 1981 - 1982 | 14       | 0     |
| FC Dinamo Kiev     | Unión Soviética | 1983 - 1990 | 181      | 5     |
| Rangers FC         | Escocia         | 1990 - 1994 | 35       | 1     |
| Maccabi Haifa FC   | Israel          | 1994 - 1995 | 6        | 0     |

- Datos: Q508065
- Multimedia: Oleh Kuznetsov / Q508065